# Demolition Hammer

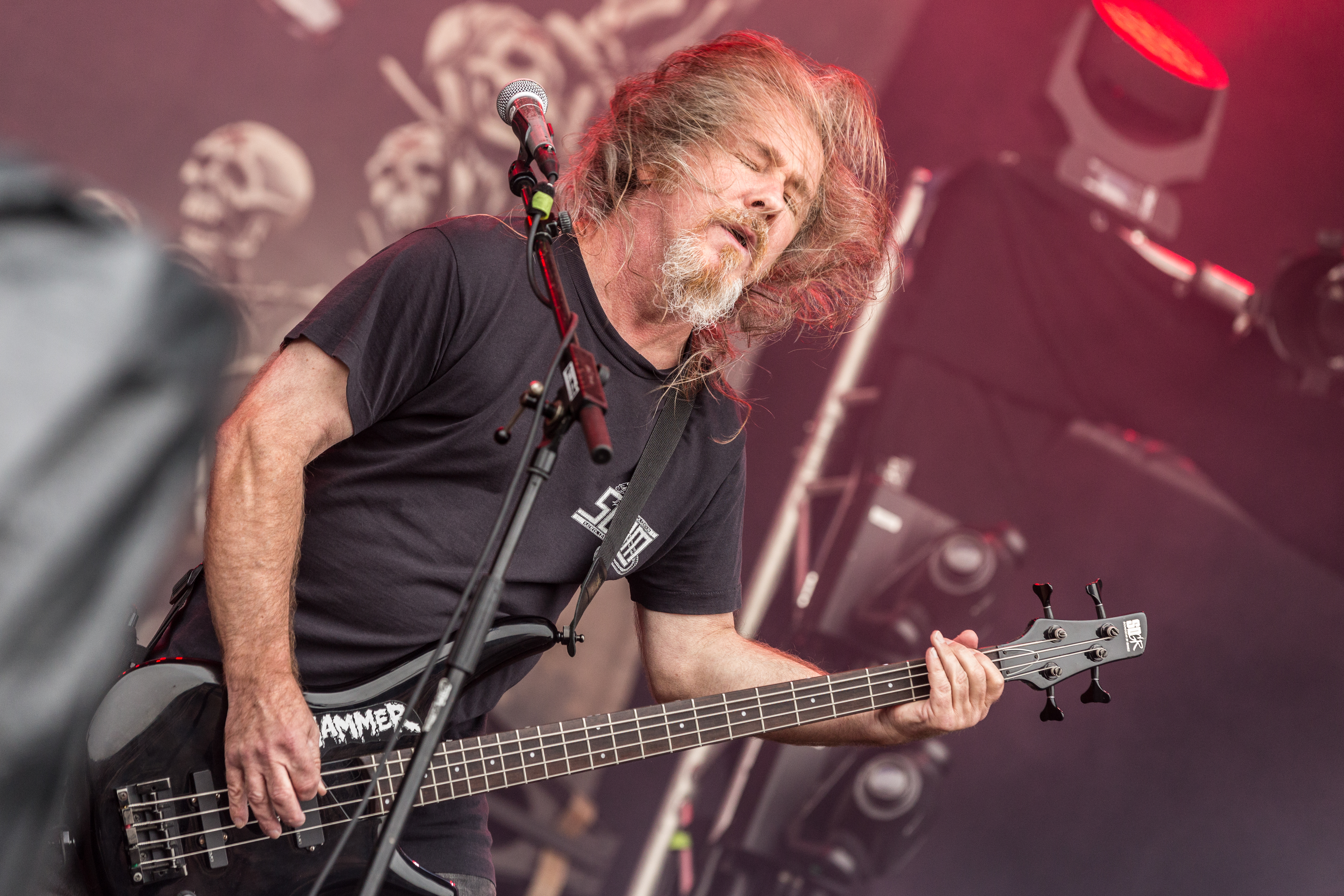
Steve Reynolds am E-Bass, Party.San 2017

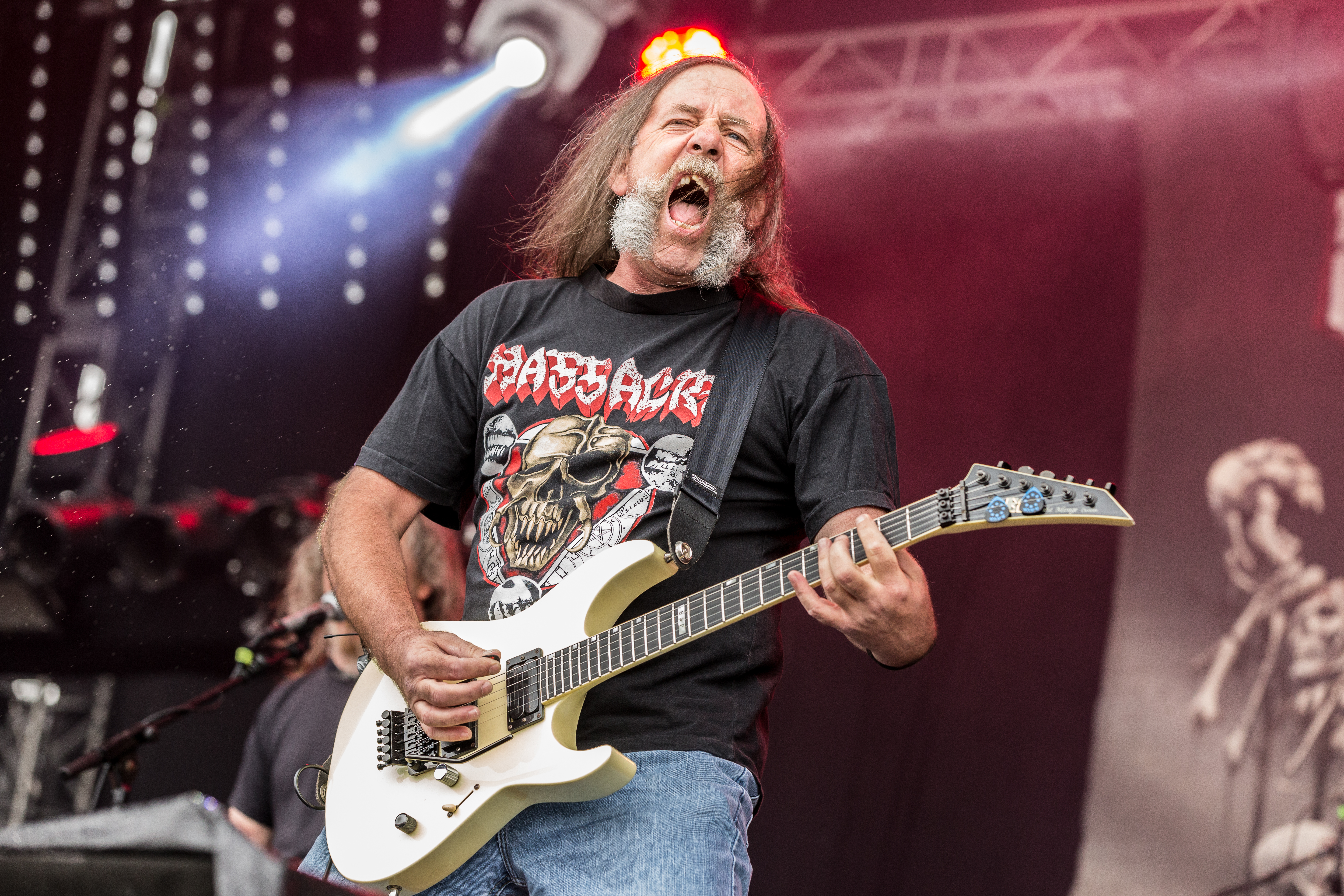
Gitarrist James Reilly, Party.San 2017

Demolition Hammer  ist eine US-amerikanische Thrash-Metal-Band aus New York, die im Jahr 1986 gegründet wurde, sich 1994 auflöste und seit 2016 wieder aktiv ist.

## Geschichte
Die Band wurde im Jahr 1986 vom Sänger und Bassisten Steve Reynolds, dem Gitarristen James Reilly und dem Schlagzeuger John Salemeo gegründet. 1988 erschien mit Skull Fracturing Nightmare ein erstes Demo, dem 1989 das zweite Demo Necrology folgte. Hierauf waren Vinnie Daze als neuer Schlagzeuger und Derek Sykes als zweiter Gitarrist vertreten. Daze, der eigentlich Tattookünstler war, hatte bereits zuvor das Bandlogo und das Cover des zweiten Demos gestaltet. Daraufhin wurde Century Media auf die Band aufmerksam, worüber ein Jahr später das Debütalbum Tortured Existence erschien. Hierauf waren alle Lieder des zweiten Demos sowie zwei neue Songs zu hören. Die Aufnahmen hierfür fanden unter der Leitung von Scott Burns bei Morrisound Recording statt. Der Veröffentlichung folgten diverse Auftritte, wobei die Band auch zusammen mit Dark Angel auftrat. 1992 schloss sich mit Epidemic of Violence das zweite Album an. Das Cover hiervon wurde von Michael Whelan (u. a. Cirith Ungol) gestaltet. Der Veröffentlichung folgten diverse Auftritte, unter anderem auch zusammen mit Massacre und Grave. Aufgrund von musikalischen Differenzen verließen danach Gitarrist Reilly und Schlagzeuger Daze die Band und gründeten die Band Deviate NY. Die Band setzte ihre Karriere mit nur einem Gitarristen fort, während Alex Marquez als neuer Schlagzeuger zur Band kam, welcher zuvor schon bei Malevolent Creation und Solstice tätig war. Nach der Veröffentlichung des dritten Albums Time Bomb löste sich die Band auf. Im Jahr 1996 verstarb Schlagzeuger Daze. Ende 2008 wurden die Alben Tortured Existence und Epidemic Of Violence wiederveröffentlicht, wobei die Tonträger Live-Stücke als Bonuslieder enthielten. Im März 2016 vermeldete die offizielle Facebook-Seite der Band, dass diese wieder live auftreten wird.

## Stil
Auf dem Demo Skull Fracturing Nightmare spielte die Band laut Metalion eine Mischung aus Death- und Thrash-Metal, wobei der Thrash-Metal-Anteil überwiege. Tortured Existence sei laut laut.de für seine Zeit ziemlich brutal ausgefallen. Auch Matthias Breusch vom Metal Hammer kategorisierte die Musik als schnellen und aggressiven Thrash Metal. Das Album erinnere laut Matthias Herr in seiner Aggressivität an die frühen Slayer, wobei die Geschwindigkeit der Lieder durchgehend hoch bleibe. Der aggressive Gesang Reynolds berichte dabei überwiegend von persönlichen Ansichten und Erlebnissen. Lieder wie Gelied Remains handeln vom Einfrieren kranker Menschen, um sie später in der Zukunft wieder auftauen und heilen zu können. Steve Reynolds Stimme erinnert laut laut.de auf Epidemic of Violence stark an Kreators Mille Petrozza. Zudem habe man sich in Sachen Aggressivität im Vergleich zum Vorgänger noch gesteigert. Laut Matthias Herr setze die Band auch hier vollkommen auf Aggressivität und nicht auf Melodien. Auch textlich befasse sich die Band mit meist harten Themen, da dies laut Reynolds gut zu der Musik passe. Herr verglich die Musik in Sachen Aggressivität mit den Werken von Malevolent Creation, Solstice und Exhorder. Uwe Schnädelbach vom Metal Hammer verglich das Album mit alten Werken von Dark Angel und Exhorder. Time Bomb wies verstärkt Einflüsse aus dem Death Metal auf, sodass man sie laut Eduardo Rivadavia von Allmusic mit Pantera vergleichen könne. Laut Oliver Recker vom Metal Hammer bewegten sich die Lieder nun meist im Midtempo-Bereich, wobei die Lieder wie eine besser produzierte, alte Death-Metal-Veröffentlichung klinge.
Frontmann Reynolds selbst ordnete die Musik nicht in die Death-Metal, sondern in die Thrash-Metal-Kategorie ein. Die Musik der Band sei zwar weitaus aggressiver als gewöhnlicher Thrash Metal, jedoch sei „Death Metal doch echt eine andere Kiste“. Die höhere Aggressivität sei der „typische New Yorker Stil: sehr direkt und aggressiv, ohne großartige technische Spielereien, Soli etc.“.

## Diskografie
- 1986: Skull Fracturing Nightmare (Demo)
- 1989: Necrology (Demo)
- 1990: Tortured Existence (Album)
- 1992: Epidemic of Violence (Album)
- 1994: Time Bomb (Album)
- 2008: Necrology: A Complete Anthology (Kompilation)